# Graphops viridis
Graphops viridis är en skalbaggsart som beskrevs av Blake 1955. Graphops viridis ingår i släktet Graphops och familjen bladbaggar. Inga underarter finns listade i Catalogue of Life.